# Liubeci
Liubeci (în ucraineană Любеч) este o așezare de tip urban din raionul Ripkî, regiunea Cernihiv, Ucraina. În afara localității principale, mai cuprinde și satul Kukari.

## Demografie
Componența lingvistică a așezării de tip urban Liubeci
     Ucraineană (94,82%)
     Rusă (4,46%)
     Alte limbi (0,72%)
Conform recensământului din 2001, majoritatea populației așezării de tip urban Liubeci era vorbitoare de ucraineană (94,82%), existând în minoritate și vorbitori de rusă (4,46%).